# 拉布河谷莱特斯多夫
拉布河谷莱特斯多夫（德語：Leitersdorf im Raabtal）是奥地利施泰尔马克州的一个旧市镇，属于东南施泰尔马克县。该旧市镇总面积为4.8平方千米，截至2022年1月1日总人口为753人。2015年1月1日，拉布河谷莱特斯多夫与临近的5个市镇并入市镇费尔德巴赫。